# Lamyra ursula
Lamyra ursula är en tvåvingeart som först beskrevs av Friedrich Hermann Loew 1851.  I den svenska databasen Dyntaxa används istället namnet Choerades ursulus. Enligt Catalogue of Life ingår Lamyra ursula i släktet Lamyra och familjen rovflugor, men enligt Dyntaxa är tillhörigheten istället släktet Choerades och familjen rovflugor. Arten har ej påträffats i Sverige. Inga underarter finns listade i Catalogue of Life.